# Shaun White
Shaun White, född 3 september 1986 i San Diego, är en amerikansk före detta skateboard- och snowboardåkare som tävlade i superpipe och slopestyle. Vid OS 2006, OS 2010 samt OS 2018 tog han guld i halfpipe. Shaun White är den mest framgångsrika snowboardåkaren i Vinter X Games historia med totalt 18 medaljer, varav 13 guld. 
Shaun White har fått två datorspel uppkallade efter sig, ett snowboardspel och ett skateboardspel – Shaun White Snowboarding (2008) respektive Shaun White Skateboarding (2010).
Under Vinter X Games blev White den första åkaren någonsin att få 100 poäng i männens Snowboard Superpipe.
White är i förhållande med skådespelaren Nina Dobrev sedan 2020.